# Rem als Jocs Olímpics d'estiu de 1904 - Vuit amb timoner
La prova del vuit amb timoner fou una de les disputades en el programa de rem que es disputà als Jocs Olímpics de Saint Louis de 1904.
Aquesta fou la primera ocasió en què la prova formà part del programa Olímpic. La prova es disputà el dissabte 30 de juliol i hi van prendre part divuit remers, dividits en dos equips, un dels Estats Units i un del Canadà.

## Medallistes
| Or | Plata | Bronze       |
| Estats Units Frederick Cresser Michael Gleason Frank Schell James Flanagan Charles Armstrong Harry Lott Joseph Dempsey John Exley Louis Abell | CanadàArthur Bailey · William Rice · George Reiffenstein · Phil Boyd · George Strange · William Wadsworth · Donald MacKenzie · Joseph Wright · Thomas Loudon | No s'entrega |

## Resultat
| Posició | Nom | Temps         |
| ------- | --- | ------------- |
| Or      | Frederick Cresser, Michael Gleason, Frank Schell, James Flanagan, Charles Armstrong, Harry Lott, Joseph Dempsey, John Exley i Louis Abell                | 7' 50.0"      |
| Plata   | Canadà Arthur Bailey, William Rice, George Reiffenstein, Phil Boyd, George Strange, · William Wadsworth, Donald MacKenzie, Joseph Wright i Thomas Loudon | a tres llargs |